# Garantella
Garantella es un género de foraminífero bentónico de la subfamilia Garantellinae, de la familia Epistominidae, de la superfamilia Ceratobuliminoidea, del suborden Robertinina y del orden Robertinida. Su especie tipo es Garantella rudia. Su rango cronoestratigráfico abarca desde el Aaleniense (Jurásico inferior) hasta el Hauteriviense (Cretácico inferior).

## Clasificación
Garantella incluye a las siguientes especies:
- Garantella ampasindavaensis †
- Garantella collignoni †
- Garantella floscula †
- Garantella marginata †
- Garantella rudia †
- Garantella semiornata †
  - Garantella semiornata centrodepressa †
- Garantella stellata †